# 海籌號防護巡洋艦
海筹号防护巡洋舰是清朝末期订购的一艘防护巡洋舰，为海容级巡洋舰二号舰。辛亥革命后，海筹舰参加革命，加入中华民国海军，经历了军阀混战的动荡时代，最终1937年淞沪会战期间在江阴要塞附近自沉。清末總理各國事務衙門主持海军建设时期，所购军舰均以“海”字开头。本舰作为甲午战争中国惨败后海军重建时期新购主力军舰之一，舰名寓意“筹划海防”。

## 设计和概述
甲午战后，中国谋求重建海军，伏尔铿方面为中方提供数个前无畏舰方案之余，也设计了一款辅助主力舰伴随作战的防护巡洋舰。本舰全长100米、宽12.5米、吃水4.877米。外观上最大的特征是4个巨大的送风筒。舰上安装4座圆形锅炉，为两台四缸三胀往复蒸汽机提供蒸汽。设计动力7,500匹馬力（5,600千瓦特），19.5節（36.1每小時）。
武器方面，主炮为三门克虏伯40倍径150毫米速射炮，艏楼两门并排布置，艉楼一门。副炮为8门克虏伯40倍径105毫米速射炮，全部分布在左右两舷，其中靠近艏艉楼的4门安装在舷侧耳台。轻武器为哈乞开斯37毫米机关炮6门，前后飞桥两侧各配备一门，另两门位置不详。6挺马克沁8毫米机枪全安装在作战桅盘上，前后桅各3挺。另有一门21倍径60毫米舢板炮一门。鱼雷方面，共装备3具450毫米鱼雷发射管，舰艏水下一具，左右舷各一具。
防护方面，装甲甲板倾斜部分为56毫米，轮机舱部分加强到76毫米；水平部分40毫米。主副炮炮盾为25毫米，司令塔50毫米。

## 舰历

### 建成至清末
1895年甲午战争刚结束不久，清政府就开始了海军重建计划。1896年10月中旬，清廷与德国伏爾鏗造船廠签订了购买3艘防护巡洋舰的合同。1897年12月11日海筹号下水。1898年6月5日海筹号进行海试，6月20日回国，8月24日抵达大沽口。
1899年，清朝重新组建北洋水师，以原北洋将领、提督衔补用总兵叶祖珪任统领，萨镇冰任帮统。海筹号成为新北洋水师主力舰之一。

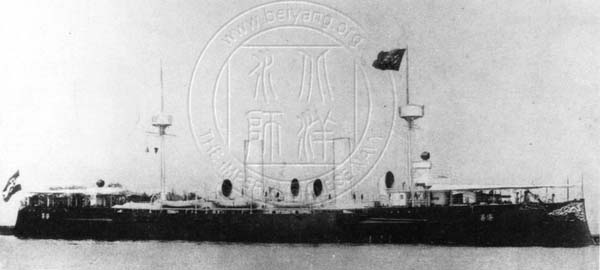
海筹号。此时尚未接受改装

1900年庚子事变爆发，八國聯軍军舰云集大沽口外。当时北洋舰队正在山东一带驻扎，时任山东巡抚袁世凯为保存军舰计，不经中央批准而是自行作出决定，要求北洋舰队南下上海暂避。海筹号在旗舰海天号带领下避往长江，在江阴要塞附近逗留了大概一年时间。
1904年日俄战争爆发时，海筹号等主要军舰长期驻扎在烟台。8月11日04:15，俄国驱逐舰刚毅号逃入烟台，向中国海军投降。但12日，日本海军驱逐舰朝潮无视港内3艘中国巡洋舰，强行拖走刚毅号。此事令舆论哗然，当时坐镇烟台的萨镇冰乃至中国海军均受到严厉抨击。11月16日早上，机敏号驱逐舰突围至烟台，因为刚毅号事件不信任中国海军有能力保证中立，在向俄国领事递交信件后即自行引爆炸沉，全舰官兵携武器登陆。后日本领事通知俄国领事，称日方不能容忍俄国军人在陆地上不受控制，机敏号俄舰官兵才同意到海筹号上接受拘留。
1905年，俄国第二太平洋舰队接近的时候，海圻、海籌、海容、海琛均在上海进行巡逻，防止中国扣押的俄舰出逃。各俄舰一直受中国海军拘留，直到日俄双方签订停战协议方才交还予俄国。同年秋，中国订购的7台马可尼无线电台全部到达国内，3台由陆军使用，4台安装在当时的4艘巡洋舰（海圻、海容、海筹、海琛）上。
1907年，鉴于同盟会在南洋各地的反清活动日烈，清朝决定以海筹号、海容号访问南洋各地，以作宣传。5月以海筹号管带何品璋为队长，两舰出发。5月22日黄冈起义爆发，两舰奉调返回广东沿海协助镇压。起义平定后，两舰重新出发，7月抵达西贡，停留9天，受到当地华商热烈欢迎。8月，长江一带局势持续动荡，海筹号、海容号两舰从南洋返回停留上海进行巡逻。
1908年10月30日，美国大白舰队环球航行途中，应邀派出一支分舰队访问厦门。海圻、海筹、海容、海琛全部前往参加接待。
1910年，葡萄牙与清朝就澳门边界问题发生冲突。葡方声称如若中方不同意拓展澳门边界，就要派出军舰炮轰中国沿海城市。海容号、海筹号奉命前往澳门展示实力，迫使葡方重回谈判桌。当年葡萄牙发生革命，此事亦不了了之。

### 北京政府时期
1911年辛亥革命爆发，海军立即动员起来参加对革命军作战。 10月下旬，海容号、海筹号也到达阳逻，加入对革命军的作战。萨镇冰为防革命，下令限制各舰人员往来。但此时三舰依然有不少军官依靠无线电进行联络，并且在各自舰内宣传革命思想。10月26日，海容、海筹、海琛三舰向造纸厂附近的革命军阵地进行炮击，对守军步兵第二协造成严重伤亡，撤出阵地。10月27日，海容、海筹、海琛三舰从革命军侧翼炮击，迫使革命军退往大智门一带。28日06:30左右，三舰以及长江舰队各舰一起对武汉的革命军的炮击。双方的命中率都不高，海军炮弹无一命中目标，自身一艘军舰受到革命军火炮击中。20分钟后海军退出战斗。15:20，海容、海筹、海琛三舰向汉口对岸武昌青山的革命军炮兵阵地开火，舰炮对革命军的57毫米行营炮造成强大的火力压制，在海军支援下清军成功占领汉口玉带门一带市区。
海军各舰中级军官多同情革命军，因此经常下令炮手故意瞄偏射击。随着革命的进行以及倾向革命的官兵的宣传，三舰官兵渐渐不愿与革命军作战，但也没能说服萨镇冰起义，于是以水位下降、补给不足等为借口，11月12日三舰早上离开武汉准备返回上海。出航不久三舰即降下清朝龙旗换上白旗。13日中午三舰悬白旗进入九江，与九江军政分府取得联系，并请领国旗。15日，武汉方面派徐明達、李作栋到达九江接收，三舰正式加入革命军。此时武汉战事紧迫，安徽也动荡不已，在九江起义的海军舰艇决定分为两支，第一舰队以海筹号管带黃鍾瑛为司令，包括海筹、江貞、湖隼三舰，前往安庆；第二舰队以汤芗铭为司令，包括海容、海琛、湖鶚三舰，返回武汉支援作战。同年12月初，安徽稍平，海筹号来到武汉增援。12月7日，长江水位下降，革命军各巡洋舰退至九江。12月18日南北议和，各舰返回上海休整。
1912年1月，民國臨時政府下令进行北伐。海容、海筹、海琛三舰组成北伐舰队，以海军次长汤芗铭为司令。1912年1月16日三舰抵达已经宣布独立的烟台。
辛亥革命后，海容、海筹、海琛进行改装，拆除了后桅战斗桅盘以降低重心，基座依旧保留，作为维护平台用。
1913年二次革命爆发，7月16日上海讨袁军起事。北洋军由海军总司令李鼎新、海军警卫队总执事郑汝成率领，抵挡讨袁军的进攻。23日讨袁军、原松江镇守使钮永建率先进攻江南制造局，北洋军在海筹、海琛、应瑞、肇和、镜清等舰支援下固守，击退讨袁军多次进攻，并摧毁讨袁军的炮队营。
不晚于护法舰队南下时期，海筹号等舰的舰艏龙纹拆除，另为降低军舰重心，将前桅一人高的战斗桅盘改为胸墙式样。
1917年7月1日，張勳復辟，海筹号、海容号两舰奉海軍總長程璧光之命往天津，打算接回黎元洪，不过两舰抵达时张勋部已经失败退出北京。7月21日程璧光率领護法艦隊南下，海筹号、海容号两舰在段祺瑞政府劝说下，留在了北京政府旗下，并未跟随程璧光。8月14日，北京政府对德宣战，海容号、海筹号参加了没收德、奥滞留在华的舰艇的行动。
俄国十月革命爆发后，各国调集部队往符拉迪沃斯托克（中文旧称海参崴）干涉维持秩序。1919年5月20日，海筹号替换先期前往的海容号驻扎当地，海容号则返回上海江南造船所维修。10月25日，海筹号返回厦门，监视护法军队。由于符拉迪沃斯托克当地涉外事务需要，海容号再次前往当地。
1922年4月29日，第一次直奉战争爆发。此时第二舰队司令杜錫珪倒向直系，而第一舰队司令林建章则依旧倾向皖系。吴佩孚请出萨镇冰，率领海筹号、海容号、永績號三舰北上，协同第二舰队到达秦皇岛，支援直军对抗奉军。
1923年，日本根据《解决山东问题悬案条约》归还山东主权，海筹号、永績號两舰奉命前往青岛驻扎。皖系乘机进行活动，争取两舰来沪。4月8日，驻上海各舰通电独立，反对直系，时称沪队海军。1924年，江浙战争爆发，直系江苏督办齐燮元对阵皖系浙江督办卢永祥。直系控制的海军积极活动，试图武力统一海军。海军总司令杜锡珪下令杨树庄率领驻福建的主力海容号、应瑞号等从马尾北上，协同第二舰队作战。9月3日，直奉两军在上海以西的黄渡交战，驻闽舰队在浏河与第二舰队会合，经过吴淞口时与沪队海军对峙，但并未发生交火。此后杨树庄率领舰队在浏河支援直军进攻。9月下旬至10月中，卢部失利，沪队海军各舰也陆续重回杜锡珪控制下。

### 南京政府时期
1926年7月9日，國民革命軍誓師北伐。10月10日，北伐军攻克武昌，吴佩孚部损失惨重。接着北伐军从江西、福建进攻孙传芳部。海军见直系大势已去，开始同国民党进行谈判。得到蒋介石的承诺后，闽系中央海军秘密同意倒戈。11月26日，直系漳州、泉州镇守使张毅部企图渡江进入福州时，驻闽海军第一舰队首先发难，突然进行攻击。海筹号等舰在涵江和闽江口巡逻，拦截张毅部的运输船。张毅部走投无路，12月10日被迫停战。
1927年3月14日，杨树庄通电参加革命，归附国民革命军。3月26日，对此感到压力的东北海军派出巡洋舰海圻号、水上飞机母舰鎮海號进行伪装，实施偷袭。3月27日两舰摸入吴淞口，因误以为杨树庄依然留驻于海筹号上，两舰遂对海筹号发动突然袭击，命中海筹号20多发，杀伤20余人，日出后两舰扬长而去。海筹号则因伤前往江南造船所进行修理。4月11日，海筹号在瓜洲、朱家洲一带巡逻时，发现江北有大批孙军集结，遂与之交火。双方交战数小时，孙军被迫退离江边，而海筹号11人受伤。4月18日，南京国民政府成立。同时海军进行改组，海筹号编在第一舰队内。第一舰队司令陈季良率领海容号、海筹号、應瑞號等防守吴淞至江阴。同年5月13日，孙传芳旗下一部试图从南通渡江，海容号、海筹号前往进行巡逻，迫使该部放弃了渡江的企图。5月18日，东北海军海圻、肇和、镇海、威海4舰袭击吴淞炮台，海筹、海容、应瑞、豫章、建康等舰赶来支援，迫使海圻号等退出战斗。
1928年起，海筹号机关炮改为哈乞开斯57毫米炮4门、同哈乞开斯37毫米炮4门。后安装一门维克斯40毫米高射炮（即两磅砰砰炮）。
1933年6月25日发生薛家岛事件，海圻、海琛、肇和三舰叛离东北海军，投靠陈济棠。7月1日，海筹号刚完成南方的巡逻返回吴淞，7月4日进入江南造船所进行大修。7月5日，军委会主席蒋中正下令时南京政府海军部部长陈绍宽派军舰拦截南投三舰。其时海筹号因已进行大修，中央海军辖下大型军舰仅海容号单舰在吴淞且可出动，无法匹敌三舰，只能放弃拦截。
1935年6月15日，海圻号、海琛号与粤军不和，再次叛逃，6月19日进入香港以躲避粤军飞机空袭。此时中央海军正在福建外海操演，陈季良于是率领第一舰队在香港外海警戒。21日下午，海圻号、海琛号离开香港时，宁海号开炮威吓，迫使两舰退回香港。当晚，宁海号、海容号、海筹号等进入香港，要求两舰交出炮闩，跟随中央海军北上。两舰拒绝。双方僵持到6月底，最终达成妥协，中央海军先行，海圻号、海琛号两舰稍后单独前往上海。
1937年初，中日关系日趋紧张，海军部调集主要军舰在南京进行为期三个月的备战演习。8月11日深夜，海筹号等主力抵达江阴，协防要塞。9月20日，军委会下令海圻、海琛、海筹、海容四舰自沉，组建第二道封锁线。25日四舰执行命令自沉。由于命令仓促，海筹号150毫米炮并未来得及拆除；105毫米炮和机关炮全部拆除入库，高射炮拆下来后交给炮舰楚谦号。
1960年，上海打捞工程局打捞起海筹号，其后拆解炼钢，无任何附属物保留下来。